# Sigrid Fick
Sigrid Fick (nascida Frenckell; Helsinque, 28 de março de 1887 - Estocolmo, 4 de junho de 1979) foi uma tenista sueca. Medalhista olímpico com uma prata e um bronzes, ambas em Estocolmo 1912, ao lado de Gunnar Setterwall. Nascida na Finlândia, ela mudou-se para a Suécia, em 1910.